# Bulgariens damlandslag i ishockey
Bulgariens damlandslag i ishockey representerar Bulgarien i ishockey på damsidan och kontrolleras av det bulgariska ishockeyförbundet.
Laget spelade sin första match den 2 september 2008, då man föll med hela 0-41 mot Italien i Liepāja under en kvalmatch till den olympiska turneringen. Den 10 september samma år, vid samma turnering, förlorade man med 0-82 mot Slovakien, vilket innebar nytt målrekord för ishockeymatch på internationell nivå.

### Fotnoter
1. ↑  ”Bulgaria Women Official Results” (på engelska). National Teams of Ice Hockey. https://nationalteamsoficehockey.com/wp-content/uploads/2019/12/Bulgaria-Women-Official-Results.pdf. Läst 28 augusti 2008.
2. ↑  ”Vann med 82-0 i ett OS-kval” (på svenska). Sportbladet. 9 september 2008. http://www.aftonbladet.se/sportbladet/hockeybladet/article3283671.ab. Läst 22 mars 2020.